# Lamprologus laparogramma
Lamprologus laparogramma är en fiskart som beskrevs av Bills och Ribbink, 1997. Lamprologus laparogramma ingår i släktet Lamprologus och familjen Cichlidae. Inga underarter finns listade i Catalogue of Life.